# 1960年代の香港
1960年代の香港（1960ねんだいのほんこん）では、過去10年間に引き続いて中継貿易からの転換と、アパレル産業とプラスチック産業を中心とした、製造業の成長と拡大がみられた。この時期の経済的成長は、香港をシンガポール・韓国・台湾と並んで「アジア四小龍」と言わしめた。他方、政治面においては、騒乱や天災、ストライキが相次いで起こった時代であった。これらの混乱は、香港政庁に対して内政面での抜本的な施策を迫ることとなった。文化面においては、華人社会における家族構造の変化や、武侠映画とポップカルチャーの盛り上がりが見られた。

## 背景

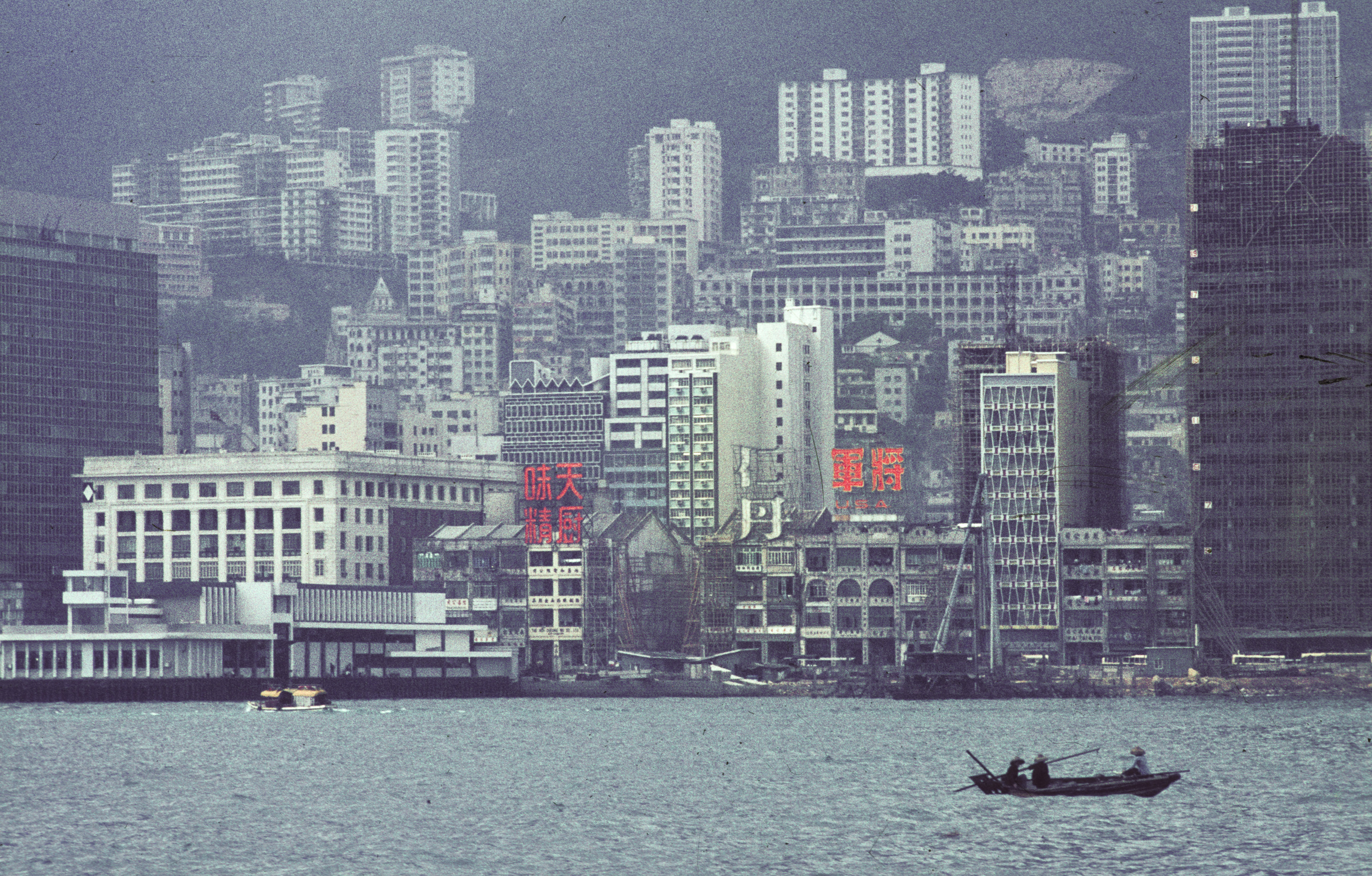
中環、1965年

経済的な観点からすると、1960年代という時期は香港にとって経済成長の大きな足がかりと言える時代だった。1960年、香港のGDPは相対的にまだ低レベルであった。同時期のペルーや南アフリカ、ギリシャなどと同水準だった一方、アルゼンチンの1/2、ベネズエラの1/3しかなかった。生活水準は着実に向上していったが、賃金は相変わらず低かった。登録工場の件数は、1950年代に3000件であったのが1960年代には10000件に達した。また、登録された外国企業は300社から500社へと増加している。各業界は常に労働者を求めていた。
一方で、政治面においては、周辺国の政情不安からくる余波をまともに被った時期となった。中華人民共和国はソビエト連邦との関係が悪化していたうえ、産業転換に失敗したことから経済情勢の低迷が続いていた。台湾へと追われた中華民国の国民党政権は、香港を足がかりとした大陸向けのテロ・工作活動を盛んにおこなった。大陸反抗が現実的なものではなくなると、国民党によるテロ活動は見られなくなったものの、工作・宣伝は続けられた。

## できごと
本節では、香港における主要なできごと、ならびにイギリスや中華人民共和国、中華民国等の諸外国において発生したできごとのうち、香港に重要な影響を与えたものについて記載する。
- モンスターマンション建設進む。
- 1960年代末
  - 学生運動が活発になる[5]。

### 1960年
- 香港工業総会（中国語版）設置。
- 11月

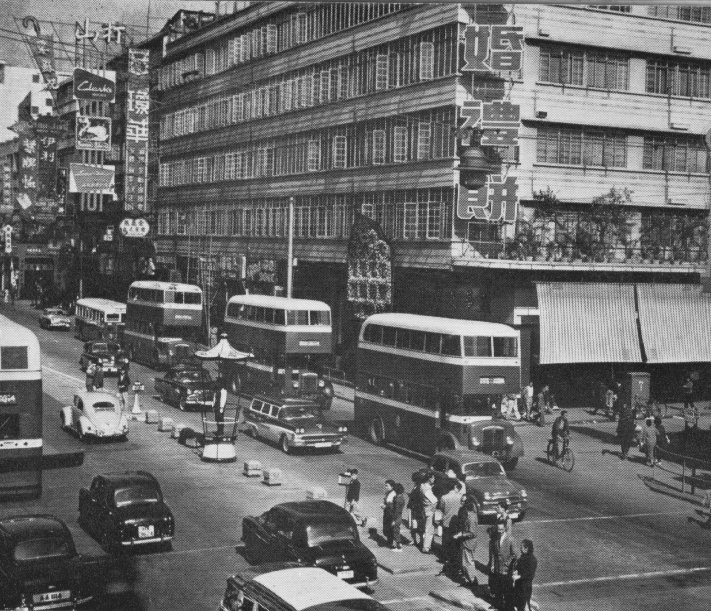
九龍、ネイザンロード　1960年

  - 映画『スージー・ウォンの世界』公開[6]。
  - 銅鑼湾に香港大丸百貨公司がオープン[7]。

### 1961年
- 1月16日 - 山谷道木屋区大火。

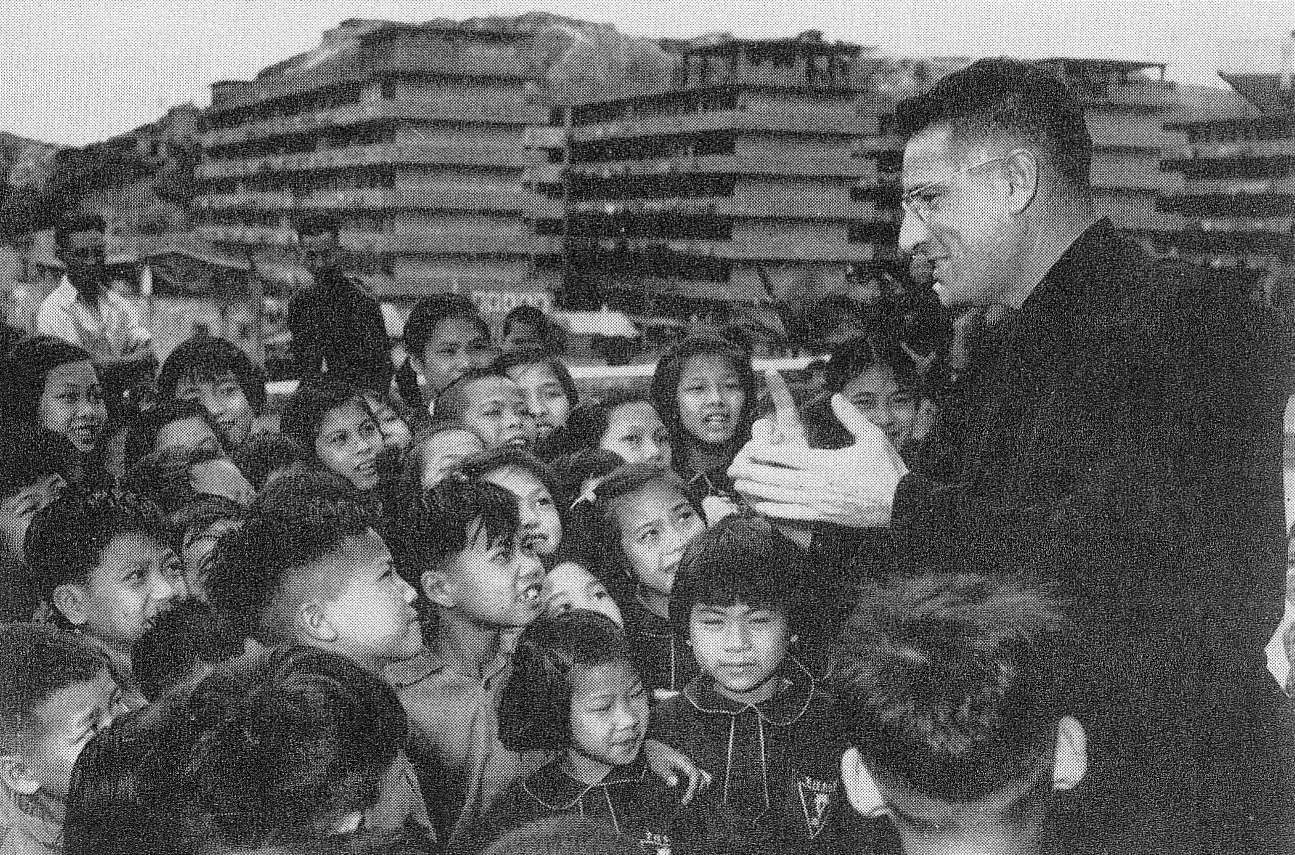
九龍、石硤尾村で説法するメリノール宣教会士、ピーター・ライリー神父　1961年

- 3月 - 1961年香港市政局選挙（英語版）：議席数4名に対し立候補者4名のため、選挙は実施されず（無投票当選）。
- 6月14日 - 廖創興銀行（中国語版）（現「創興銀行」）で取り付け騒ぎ[9]。
- 11月11日 - 複合ビル重慶大厦完成。

### 1962年

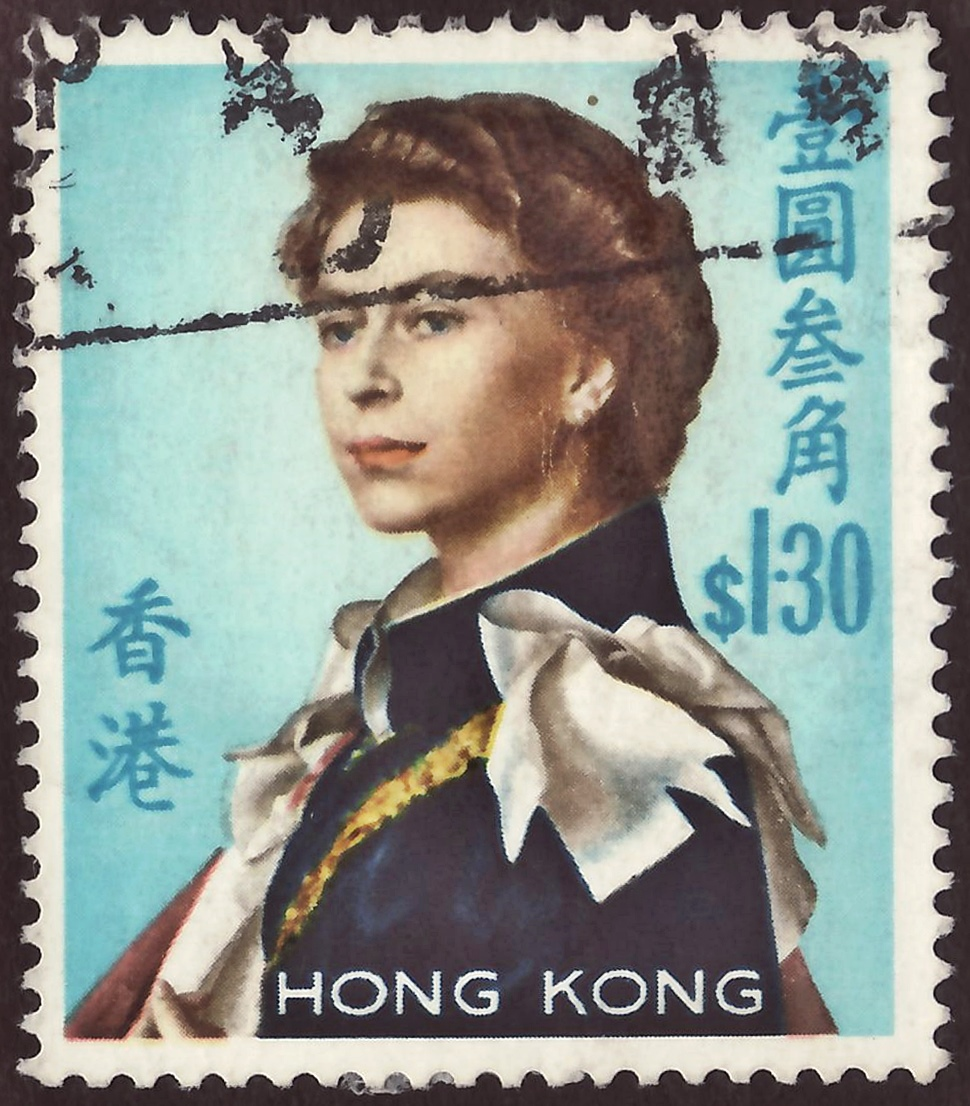
エリザベス2世の肖像が描かれた1.30ドル切手　1962年

- 3月2日 - 香港最初の美術館、香港芸術館開館。
- 5月 - 大陸からの難民流入がピークを迎える[10]。

- 10月 - 中華人民共和国の変装をした中華民国の兵士が清水湾（英語版）の海水浴場で発見、逮捕される[11]。

### 1963年

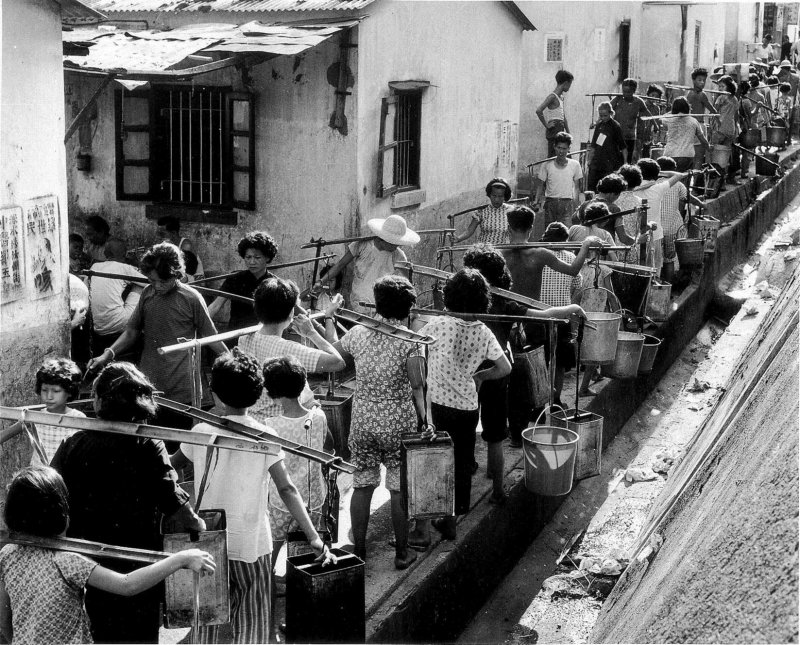
飲料水の配給を待つ人々　1963年から1964年

- 中国共産党機関紙『人民日報』が香港問題について言及。「機が『熟した』際に香港問題を解決する」とした。
- 華人系の不動産会社、新鴻基不動産（英語版）設立（1972年法人化）。
- 黄梅調映画『梁山伯與祝英台』公開[12]。
- 高級ホテルマンダリン・オリエンタル香港オープン。
- 3月7日 - 1963年香港市政局選挙（英語版）：革新会（中国語版）のエルシー・エリオット（英語版）[13]が初当選[14]。
- 4月 - 九龍、普慶劇場で国民党による爆破テロ[11]。
- 9月 - 新亜書院・崇基学院（英語版）・聯合書院（英語版）が合併、香港中文大学成立[10]。
- 9月3日 - 日刊紙『明報』で小説『天龍八部』の連載はじまる（-1966年5月27日）。
- 9月6日 - イギリス連邦最大の病院、クイーン・エリザベス病院（英語版）設立。

### 1964年
- 4月 - デイヴィッド・トレンチが香港総督に就任[15]。
- 6月 - ビートルズがプリンセス・シアターで公演[6]。
- 8月2日 - トンキン湾事件：アメリカ合衆国がベトナム戦争に介入。
- 10月 - 市政局で、ブルック・バーナッキにより中国語を議会内での公用語とする動議がなされる[16]。
- 11月12日 - 馬文輝らが香港民主自治党（中国語版）を正式に結党。

### 1965年

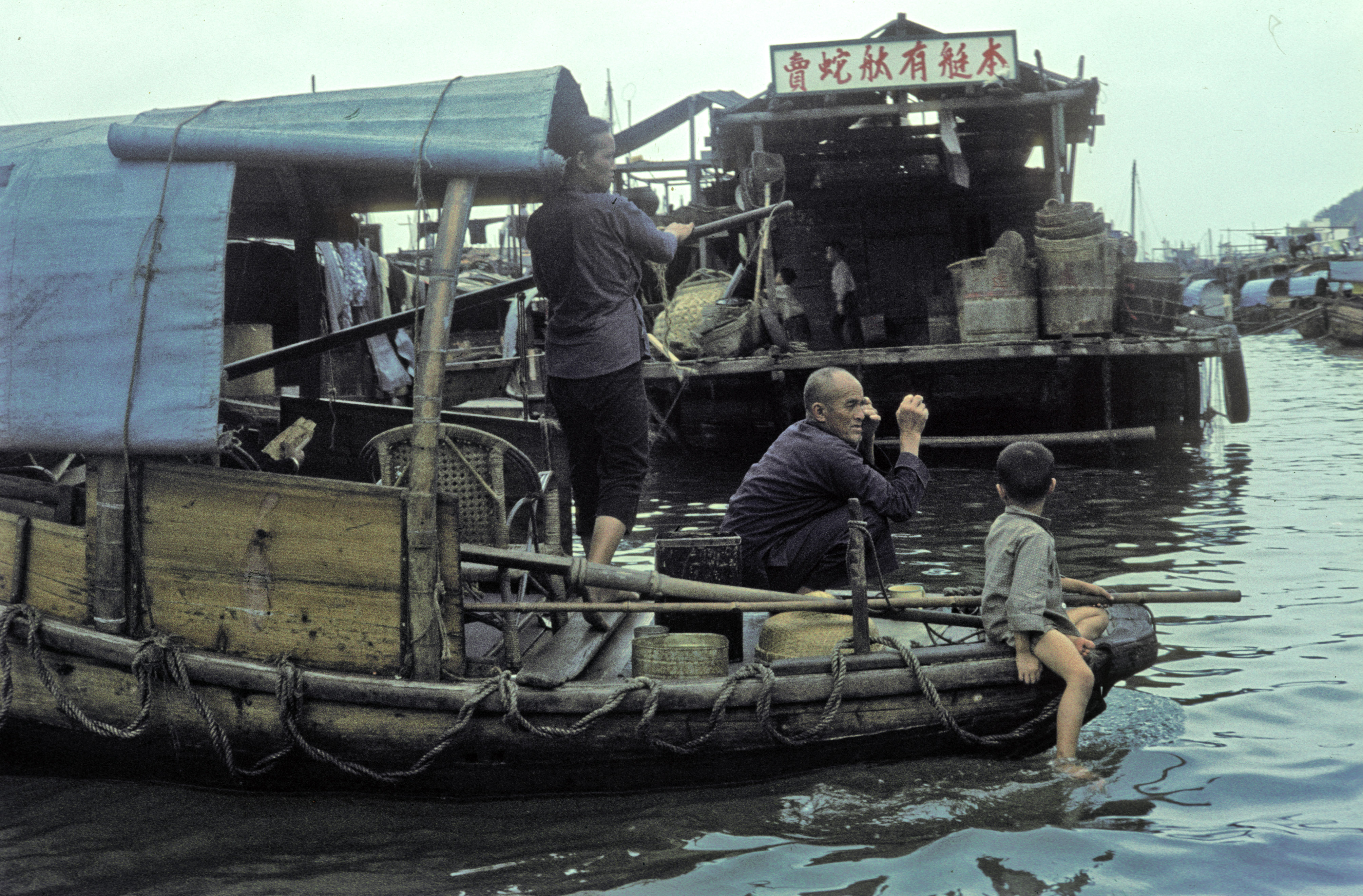
サンパン　1965年

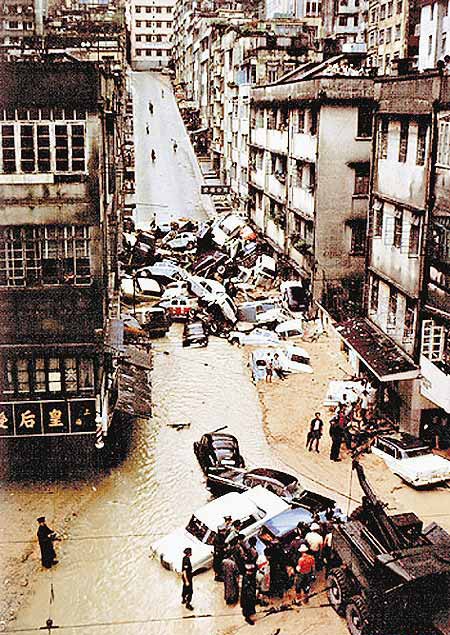
1966年の豪雨によって被害を受けた北角、明園西街

- 3月 - 広東省からの上水供給はじまる[10]。
- 3月3日 - 1965年香港市政局選挙（英語版）：総議席数が8から10に増加。
- 春 - 恒生銀行をはじめとする香港の銀行数行で取り付け騒ぎ[17]。
- 8月24日 - 香港最悪の航空事故、アメリカ海兵隊KC-130F機墜落事故（英語版）発生。

### 1966年
- 香港貿易発展局設置。
- 銀行条例制定[9]。
- 屯門ニュータウン建設開始。
- 3月22日 - 海運大廈（中国語版、英語版）オープン。
- 4月 - スター・フェリー騒乱（英語版）：スターフェリーの値上げによる暴動。
- 4月17日 - キン・フー監督映画『大酔侠』公開[18]。
- 5月1日 - 香港日本人学校開校。
- 5月16日 - 中国で文化大革命はじまる。
- 6月12日 - 1966年6月香港豪雨（中国語版）：1889年以来の豪雨。観塘でがけ崩れ、中環でビル倒壊を伴うがけ崩れ[19]。6183名被災、64名死亡、48名行方不明、29名ケガ[20]。
- 9月 - 文革指導部によって「文化宣伝隊」組織。
- 9月19日 - 香港国際学校（英語版）開校。
- 11月16日 - 事実上最後の死刑が執行される（法律上の死刑廃止は1991年（英語版））[21]。

### 1967年

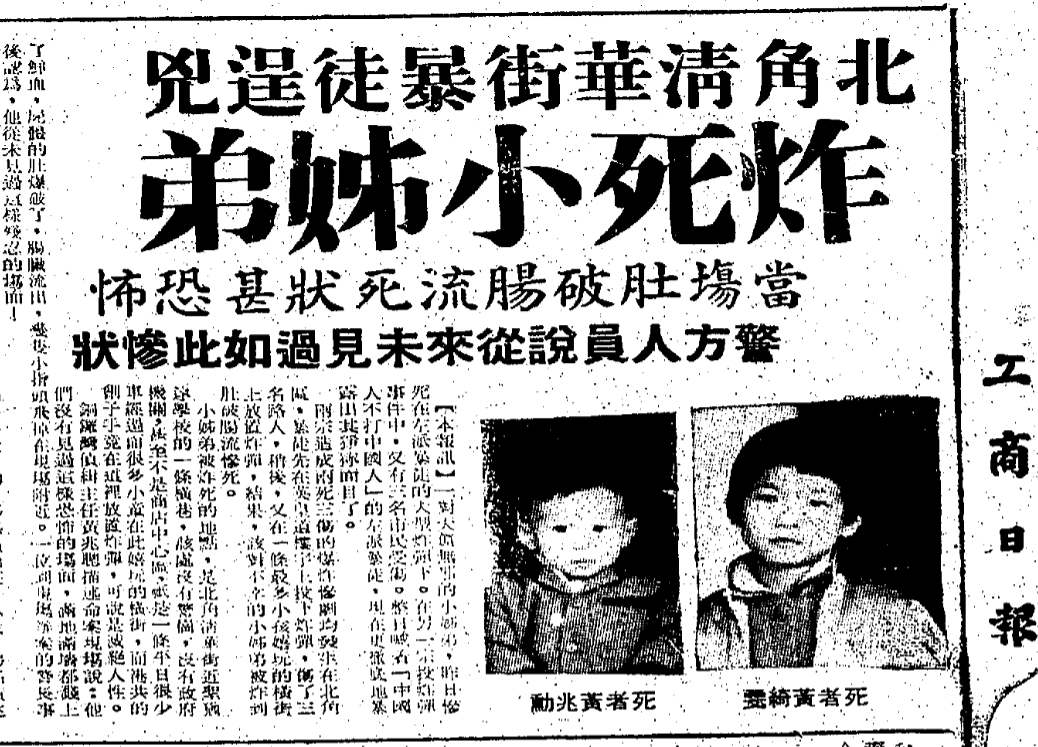
児童爆殺事件を報じる『工商日報』紙の記事　1967年8月21日付

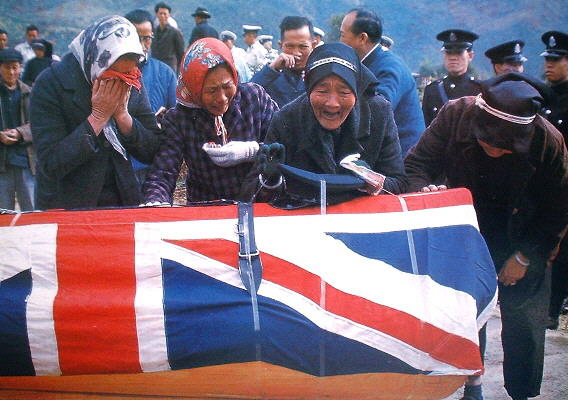
21歳で殉職した警察官、李觀生の棺の前で嘆く遺族　1967年12月13日

- 1月4日 - 中国共産党広東省委員会第一書記の陶鋳が失脚。
- 4月 - 啓徳空港、新蒲崗（中国語版）の工場でストライキ相次ぐ。
- 5月
  - 六七暴動：香港の左派が暴動。植民地警察との衝突続く（-1968年1月頃）。
  - イギリス海軍の空母ブルワーク来航[22]。
- 6月 - 周恩来が香港島と九龍が「歴史的に中国の領土である」と言及[23]。
- 6月1日 - 香港政庁が扇動的な壁新聞の掲載を禁止、関わった人間に対する刑事罰を制定[22]。
- 6月3日 - 『人民日報』が社説で「邪悪なイギリス帝国主義との闘争を勇敢に展開する」よう香港の華人に呼びかける[24]。
- 6月7日 - 1967年香港市政局選挙（英語版）
- 6月30日 - タイ国際航空601便墜落事故（英語版）（航空事故の一覧 (1960年から1979年)参照）
- 7月12日 - 香港島と九龍に夜間外出禁止令[25]。
- 7月26日 - チャン・チェ監督、ジミー・ウォング主演映画『片腕必殺剣』公開[18]。
- 8月4日 - 香港警察による大規模掃討作戦。1000名以上の警察・軍人、ヘリコプター3機、空母ハーミーズが動員され、左派の拠点3ヶ所に攻撃がおこなわれる[26]。
- 8月20日 - 北角で爆破テロ、子供2名が死亡[26]。
- 8月24日 - ラジオパーソナリティの林彬（英語版、中国語版）父子殺害[26]。
- 11月 - 邵逸夫によって、初の無線テレビ局無綫電視（TVB）開局[27][10]。
- 11月18日 - イギリスがポンド切り上げ（英語版）を実施[28]。

### 1968年
- 1月
  - 六七暴動がおおむね収束[29]。
  - 中文大学崇基学院で「中文公用化」シンポジウムを開催、香港政庁に対し本提案を実行するよう要求。
- 7月 - 香港とイギリスが第一次ポンド協定を締結[28]。
- 12月 - 運輸署（英語版）設置。

### 1969年
- エリザベス2世が香港警察に叙勲、同警察が「ロイヤル・ホンコン・ポリス」に改称される[29]。
- 華民政務司（英: Secretaries for Chinese Affairs）が民政署（中国語版）（英: Secretaries for Home Affairs）に改称[30]。
- 3月5日 - 1969年香港市政局選挙（英語版）
- 10月 - 黄花夢らが、香港における中国語の公用語化をめざす「中文教育促進会」を正式に組織[31]。

## 政治

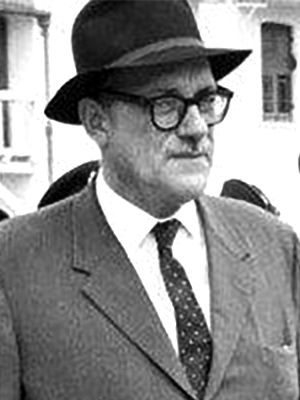
デイヴィッド・トレンチ、1964年。

1960年代の香港政庁は、中国や台湾を始めとした近隣地域や、他のイギリス植民地、他の超大国や他ならぬイギリス国内から来る反植民地主義の圧力に直面していた。こうした状況にあって、香港政庁の高官たちは同地の維持にあたって、香港の社会的・政治的・経済的諸問題に対して対策の必要性を痛感することとなった。1966年、香港政庁は「民政主任計画」（City District Officer Scheme）を導入したほか、華民政務司（英: Secretaries for Chinese Affairs）を民政署（英: Secretaries for Home Affairs）に改めた。

### 1960年代の総督
- ロバート・ブラック（1958年1月-1964年4月）[34]
- デイヴィッド・トレンチ（1964年4月-1971年10月）[15][35]

## 統計
1961年のセンサスによれば、香港の非識字率は25％であった。なお、戦前の1931年に行われた調査では48％。

### 人口

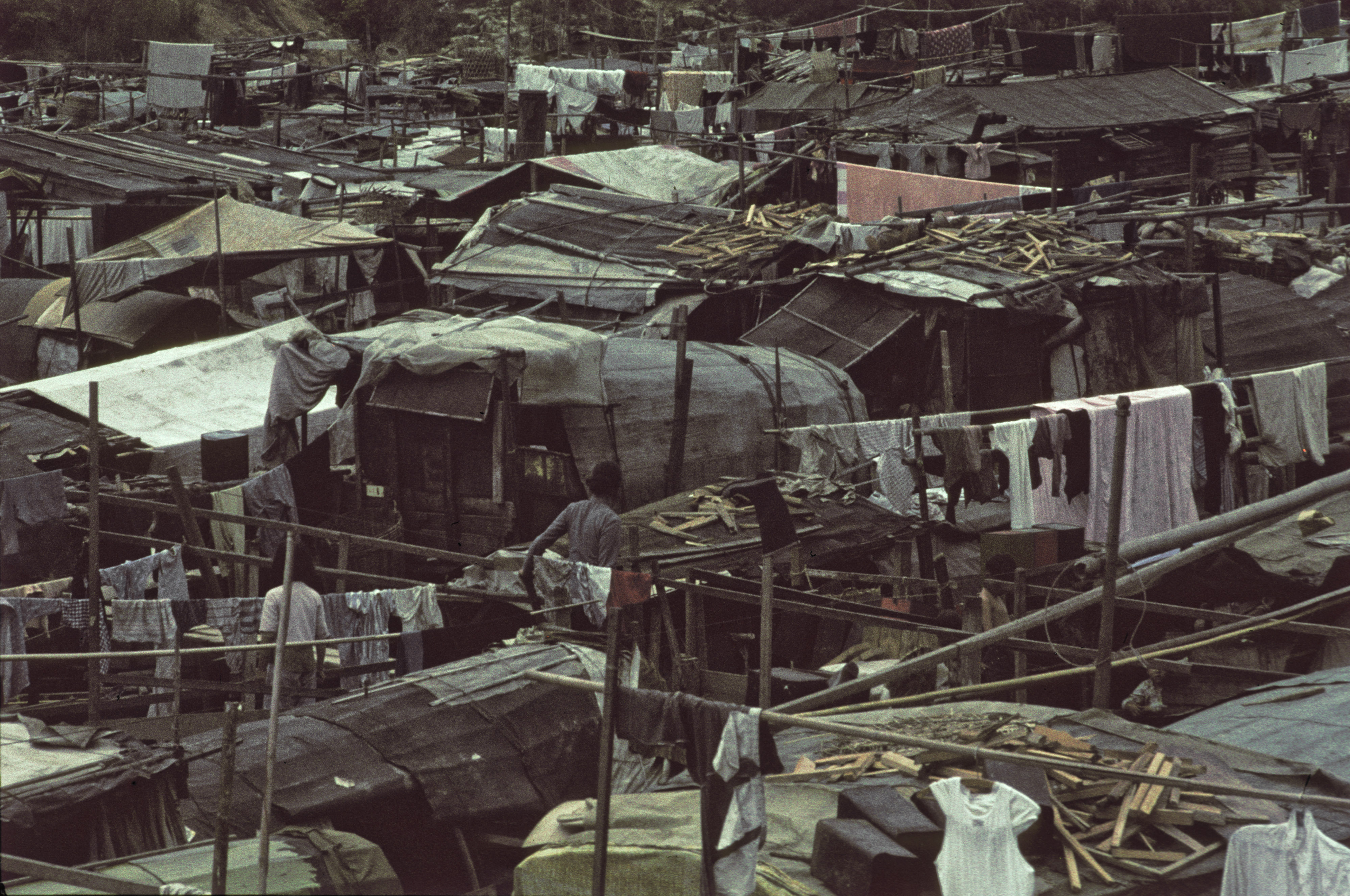
水上生活者　1965年

1960年代の香港の推定人口は300万人である。人口の約半数は25才以下であり、彼らはベビーブームの親世代となった。また、中国本土からの難民は引き続き押し寄せた。1962年に限っても、香港へと逃れてきた難民は推計で15万人にのぼった。1964年には、50万人以上がバラックや掘っ立て小屋に身を寄せていた。
1966年のセンサスでは、香港市民の出生地調査が行われた。総人口のうち香港生まれのものが全体の53.8％を占め、香港生まれ・香港育ちの台頭が浮き彫りとなった。また、同調査では、15歳未満が41.3％を占めた。
アバディーンや油麻地のタイフーン・シェルター（避風塘）、荃湾では蛋民と呼ばれる、主として漁業を生業とする水上居民が生活していた。1950年代以降、大陸から逃れてきた人々のなかにもこれらの地域で水上生活を始めるものもおり、船上生活者の数は急増した。1961年の調査によれば、両者を合わせて13万6802人もの人々が2万572隻の上で生活していた。水上生活者の急速な増加、それに伴う船（「住家艇」）による混雑は、避風塘の交通・インフラの圧迫や、廃棄物・伝染病といった衛生問題などの喫緊の課題をもたらした。1960年、香港政庁は水上生活者のコミュニティに対する管理に着手し、彼らの移住・住民登録を推し進めた。

## 文化

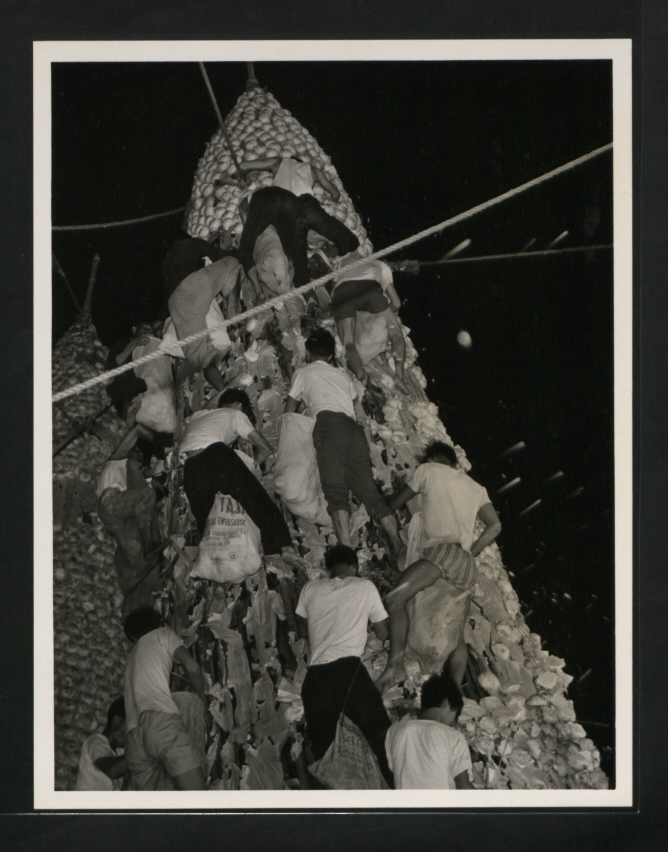
長洲饅頭節（包山節）の祭りでまんじゅうの山に登る人々　1969年

### 生活様式
この時期以前の華人の家庭は、家庭内のことが優先事項であった。しかし、多くの人々が工場での長時間労働によって家庭ではなく工場で過ごすようになると、彼らの伝統的な生活様式は崩壊することとなった。それでも、人々は苦難を乗り越えようとする強い意志によって生活していた。彼らの生活を支えたのは、地域社会がもたらす親密な関係性や、空いた時間の井戸端会議だった。彼らの職場は教育の場でもあり、「第二の我が家」でもあった。女性の労働力化も進み、多くの「働く娘」や「働く母」が生まれた。すなわち、香港の華人においては「性別役割分業型家族」がほとんど見られないまま経済発展が進行していったのである。

### 教育
1960年代、香港政庁は野心的な教育プログラムを推し進めた。1954年から1961年にかけ、小学校の定員は新たに30万人以上増加した。1966年には、授業料が無料ではなかったものの、学齢期の子どものうち99.8％が小学校に通っていた。
当時の香港では中国語はいまだ公的文書では用いられておらず、高等教育ならびに官界においては英語能力が必須であった。香港中文大学の元教授、譚汝謙によれば、1960年代の香港では英文科への進学と医学部への進学は出世コースであるという意味ではほぼ同義であった。

### イベント
準備期間7ヶ月、予算400万香港ドルを掛けたイベント、第一回香港節が1969年12月6日から15日にかけて開催された。このイベントは、六七暴動を契機に計画された。市民のエネルギーを、共産主義による暴動という形ではなく、ポジティブな形で発散させよう、というのが主催者側のねらいであった。参加者は、外国からの観光客ふくめ50万人以上にのぼった。

### 娯楽
1960年代初頭、香港はインド、アメリカ合衆国、そして日本に次いで、年間映画生産本数第四位を誇っていた。この時代、ショウ・ブラザーズをはじめとした香港の映画界では、粤劇映画の人気が陰りをみせ、湖北省の地方戯曲、黄梅戯から影響を受けた「黄梅調映画」と呼ばれるミュージカル映画が中心となった。しかし、胡金銓監督の「武侠片」、すなわち刀剣での戦いがメインの武侠映画である『大酔侠』（1966年）のヒットにより、トレンドにさらなる変化が起こった。このように、1960年代における香港映画は、黄梅調映画にせよ武侠映画にせよ、粤劇や京劇、戯曲、武侠小説といった中国の伝統的文化がまだ色濃い時代であった。
一方で、中国の伝統からは離れた文化の萌芽が見られたのも1960年代であった。この時期、香港におけて若者に支持された最初期のアイドル、コニー・チャン（陳寶珠）が登場した。さらに、テレビ放送の登場は、香港の人々に、香港で作られ、「香港に住む彼ら」を対象に制作された最初の媒体をもたらすこととなった。1967年開局の無綫電視（TVB）は、香港最初の無料放送をおこなった。

### 治安維持
1960年代最初の騒乱は、スターフェリーの運賃値上を引き金に勃発した1966年のスター・フェリー騒乱であった。あらゆる公共交通機関の値上げに反対する抗議では、運賃値下げの嘆願に2万人が署名した。結果的に1800名の人々が拘束されたが、事態は1週間足らずで終息した。

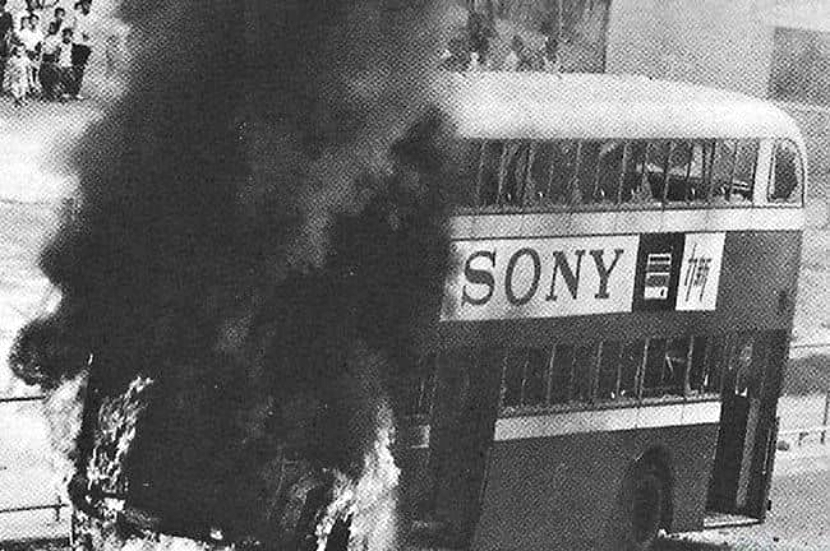
東頭村道で左派分子の焼き討ちにあった二階建てバス　1967年5月12日

次の騒乱となった翌1967年の六七暴動は、文化大革命に起因する中国共産党内部の煽りで発生した。遡って同年1月、中国共産党広東省委員会第一書記の陶鋳が文革によって失脚する。穏健派であり、香港やマカオの左派・親中派の後ろ盾となっていた陶が影響力を失ったことによって、香港における左派分子の急進化に歯止めをかけるものがいなくなった。街路ではデモ行進が行われ、『毛沢東語録』を左手に掲げた紅衛兵たちが共産党のシュプレヒコールを上げた。北京の『人民日報』紙は、香港における左派の闘争を支持する社説を出した。そんななか、中国は香港植民地の「開放」を計画しているという風説が流れた。政治的な緊張はいよいよ高まった。暴動は、周恩来が左派団体に闘争を止めるよう指示したことで1967年12月のおわりに終息をみた。暴動収束後、香港政庁は共産主義者の組織に対する弾圧に心血をそそいだ。また、同年8月、ラジオパーソナリティの林彬が、ガソリンによる放火によって息子とともに殺害されている。

### 自然災害

#### 干ばつ
1963年と1967年、香港は深刻な干ばつに見舞われた。人口の急速な上昇に、水の供給は追いついていなかったのである。香港政庁によって新たな給水制限令が施行され、制限時には4日に一度、4時間のみ水が供給された。香港の人々は4日分の水をなんとかやりくりしなければならなかった。これらの水不足は、政治によって人為的に引き起こされたものであった（節「資源」参照）。

#### 台風

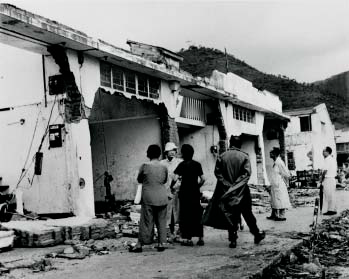
新界沙田区、台風16号（通称ワンダ）の被害に遭った人屋

1960年、台風3号（メアリー）が香港に上陸、死者45名、けが人127名の人的被害をもたらしたほか、家屋10000棟が被害を受けた。
1962年、台風16号（ワンダ）が香港に上陸、死者130名の人的被害をもたらしたほか、72000人もの人々が路頭に迷うこととなった。この台風は香港史上最悪の被害をもたらした。

## 経済

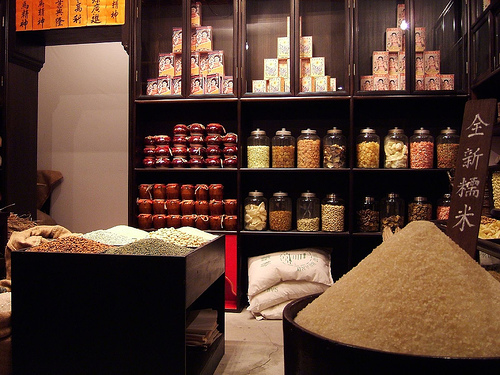
1960年代の街市で見られた、昔ながらの米屋 (米舖) を模した展示。

### 建築
建築業界は、高速道路やビル、トンネル、貯水池に対する需要に応えるかたちで成長をつづけた。1962年、工務司署署長は葵涌と荃湾の開発が終わったあと、次にどこに手をつけるべきかについて質問をおこなっている。結果として開発は、西は屯門、北は沙田へと進められた。また、1963年にはランタオ島で1957年から建設が続けられていた石壁ダム（石壁水塘）が完成。当時の香港で最大のダム貯水池となった。
1969年には、第二次世界大戦後はじめて香港領内の情報について詳細に記したガイド文書『土地利用計劃書』(Colony Outline Plan)が作成された。これは、低コストの公共住宅群に100万人を収容するという住宅戦略の概要についての最初の書類であり、高密度な人口の中での建設方法に関しての厳格な規制とガイドラインが定義されている。

### 製造業
多くの香港企業が生産品目の多角化に手を付けていたが、香港植民地の産業の命運は繊維産業にかかっていた。およそ62万5千人の住民が、繊維産業一つになんらかの形で関わっていたのである。この点、香港政庁にとって上海系の資本家たちが頼りの綱だった。繊維産業は24時間3交代制で稼働していた。「メイド・イン・ホンコン」の意味が「安価で低品質」から「高品質」に変わったのは、まさにこの時期だった。1968年、従業員100名以下の小規模な工場の生産品は、香港の対英国内輸出全体の42％を占め、12億香港ドルを売り上げた。
また、1950年代から引き続いてプラスチック製品の生産も盛んであった。50年代から60年代にかけて、香港はプラスチック製品の世界シェアのうち8割を占めていた。50年代の末、同国のプラスチック産業は、日用品としてのプラスチック製品が世界的な飽和状態にあるという課題に直面することとなった。60年代、長江実業を始めとした諸企業は、この逆境にうまく対処した。長江実業の社長、李嘉誠はヨーロッパの造花需要に目をつけ、自社の生産ラインを切り替えた。李のこの決断は功を奏し、ヨーロッパをはじめとした各地域で、ホンコンフラワーと呼ばれた、香港製のプラスチック造花が市場を席巻した。

### 医療と観光
1960年から65年にかけ、行政局は香港市民の大部分に直接的・間接的に低負担の医療サービスを提供するため、医療システムの改革を試みた。医務衛生総監（医療厚生局）の職員たちによって今後15年間の医療に関する需要予測がまとめられていた。1968年に発生した香港かぜは、香港の全人口のおよそ15％が罹患した。
ベトナム戦争開戦初期、アジア地域に派遣された米兵が休暇先として香港によく訪れた。政治的な暴動が頻発していたにもかかわらず、香港は共産主義の影響が及ばない中立地帯とみなされていたのである。

### 資源
香港の上水は中国本土から供給されていた。1964年、香港は中国との間に、東江から一日15000ガロン（68191リットル）の上水を購入するという協定を結んだ。しかし、香港で政治的な混乱が発生するたび上水の供給が中国によって停止され、市内ではしばしば水不足が起きた。こういった事態においては、香港政庁による配給が行われた。